# Trstenik, Kranj
Trstenik este o localitate din comuna Kranj, Slovenia, cu o populație de 307 locuitori.